# Червената скала
Скалното светилище Червената скала се намира в землището на с.Живково (Област Шумен).

## Описание и особености
Скалното образувание „Червената скала“ (известна и с турското си наименование „Къзъл кая“) се намира при обработваемите ниви от землището на с. Живково. Наименованието навярно идва от това, че гледана отдалеч скалата придобива кафяво-червен цвят.

### Археологическо проучване
В подножието ѝ между 2008 г. и 2012 г. се извършва археологическо проучване с научен ръководител Станимир Стойчев. Проучена е площ от 500 m², а откритите находки са датирани от Енеолита, Римската епоха, късната Античност и късната Османска епоха. Сред тях са множество кости на едър и дребен домашен рогат добитък, глинени съдове и монети. По време на проучването е разкрит глинобитен олтар свързан с култови ями издълбани в предварително оформени площадки в льоса. Насипът им съдържа голямо количество фрагменти керамика, монети, луксозни и битови предмети и животински кости. Върху предварително оформено като площадка вкопаване е разкрито струпване на над 80 тежести за стан от неизпечена глина, заедно с голямо количество фрагментирани съдове, железни и бронзови предмети. Откритите монети са римски сечени по времето на римските императори Каракала и Юлия Домна, Елагабал, Александър Север, Юлия Мамея, Гордиан III, Филип I Араб, Траян Деций.
Доказателство за това че скалата е почитана като светилище са множеството намерени кости на домашен добитък и откритите основи на култова сграда.
През 2012 г. са реализирани геофизични проучвания на обекта.

### Датировка
Датировката на римското светилище от II – III в., а за обитаване на терена и през XVII – XVIII в. свидетелстват откритите фрагменти османска керамика, както и монетите от XVIII в.

### Исторически контекст
Светилището прекъсва внезапно своето съществуване в края на 60-те, началото на 70-те години на III в., което според археолозите се дължи на масираните нахлувания на северни племена на юг от р.Дунав.